# Louis Boussenard
Louis Boussenard (* 4. Oktober 1847 in Escrennes (Département Loiret); † 11. September 1910 in Orléans) war ein französischer Schriftsteller und Wissenschaftsjournalist. Er verfasste überwiegend wissenschaftliche Abenteuerromane und gilt neben Jules Verne als einer der wichtigsten Vertreter dieser Gattung. Sein literarisches Schaffen umfasst 41 Werke sowie zahlreiche kleinere Artikel.

## Biographie
Louis Boussenard kam in Escrennes als Sohn der Kammerfrau und Weißnäherin Héloise Lance und des Schlossverwalters Louis-Antoine Boussenard unter dem vollständigen Namen Henri Louis François Hilaire Lance zur Welt. Er besuchte ein humanistisches Gymnasium und studierte ab 1868 in Paris und Straßburg Medizin. Während des  Deutsch-Französischen Kriegs 1870/71 unterbrach er sein Studium, um als Soldat an der Seite Frankreichs zu kämpfen – nach Kriegsende führte er es aber wahrscheinlich fort. Es ist zwar nicht bekannt, ob er es je abschloss, seine Romane weisen allerdings fundierte medizinische Kenntnisse auf.
Der erste, sicher von ihm stammende Zeitungsartikel stand am 23. Mai 1876 in der Nr. 983 der Zeitung Le Corsaire, für die er als wissenschaftlicher Chronist arbeitete. Auch seine journalistische Tätigkeit der folgenden Jahre entwickelte weitere Merkmale des späteren Romanschriftstellers, darunter seine republikanische Gesinnung, Humor, Mitgefühl für die kleinen Leute, Begeisterung für den Kolonialismus, starker Patriotismus und Antiklerikalismus. In den 1870er und 1880er Jahren begab er sich mehrmals auf Reisen und verarbeitete das Erlebte in seinen Berichten und Romanen. Schriftstellerischen Erfolg erreichte er erstmals 1879 mit seinem ersten größeren Werk A travers l’Australie, das in der Wochenzeitschrift Le Journal des Voyages et des Aventures de terre et de mer  als Fortsetzungsroman veröffentlicht wurde. Sein ganzes Leben lang blieb Boussenard Wissenschaftsjournalist und schrieb vorwiegend für diese Zeitschrift. Im August 1882 wurde er von der Académie française für sein Werk ausgezeichnet.
Louis Boussenard lebte ab 1883 mit Albertine Delafoy zusammen und wohnte nicht mehr dauerhaft in Paris, sondern im Loiret. Seine letzten Lebensjahre verbrachte er in Orléans, wo er 1909, nach der Scheidung von seiner ersten Frau Rosalie Lechat, Albertine heiratete. Diese starb im Sommer 1910, und Boussenard starb zwei Monate später nach einer Operation am 11. September 1910.

## Werk
Das Werk Boussenards umfasst einige kleinere Artikel und insgesamt 41 selbständige Werke – von Abenteuerromanen über Science-Fiction-Erzählungen, Reiseberichte, Populärliteratur und Briefe. Die meisten Titel können dem Abenteuerroman zugeordnet werden, darunter auch die Abenteuer des Pariser Gassenjungen Friquet aus Le Tour du Monde d’un gamin de Paris (1879), mit dem Boussenard der Durchbruch gelang. In einem weiteren Zyklus über Weltreisen spielen weibliche Figuren die Hauptrollen: Voyages et Aventures de Mademoiselle Friquette (1896) und L’Ile en feu (1897).
Boussenard nimmt in seinen Abenteuerromanen auch Bezug zu historischen Hintergründen, zum Beispiel zum Krimkrieg in Le Zouave de Malakoff (1902) oder zum Risorgimento in Tambour Battant (1909). Drei Werke lassen sich als Science-Fiction-Romane im weitesten Sinne bezeichnen: Als erster ist Les Secrets de Monsieur Synthèse (1888) zu nennen, der von einem Wissenschaftler handelt, der die Entwicklung des tierischen und menschlichen Lebens erfassen will. Der Roman Les Gratteurs de Ciel (auch Les Aventuriers de l’Air, 1907) widmet sich der Luftfahrt, und in Monsieur… Rien ! (1907) steht ein unsichtbarer Mann im Mittelpunkt der Handlung. Der Guayana-Zyklus besteht aus einem Reisebericht, mehreren Romane und kleineren Erzählungen. 1880/81 reiste Boussenard für das Journal des Voyages umher, um Material für diesen Band zu sammeln. Zu den Romanen gehören Les Robinsons de la Guyane (1881) und deren Fortsetzung Les Chasseurs de Caoutchouc (1886) sowie Bras-de-Fer (postum 1910).

## Rezeption Boussenards
Boussenards Erfolg gründete vor allem auf seinem zweiten Roman, Le Tour du Monde d’un Gamin de Paris, der von 1879 bis 1880 als Fortsetzungsroman veröffentlicht wurde. Zu einer Zeit, in der immer weniger Fortsetzungsromane anschließend noch als Buch verlegt wurden, erschien Le Tour du Monde bereits einen Monat nach Beendigung der wöchentlichen Publikation in Buchform. Unter anderem wurden die Bücher in einer hochwertigen Version, die als livre d’étrennes (Neujahrsgeschenk) oder als Preis für die besten Schüler am Ende des Schuljahres gedacht war, verlegt. Die Tatsache, dass Boussenard zu den Autoren zählte, deren Bücher als Schülerpreise vergeben wurden, zeigt die hohe Wertschätzung seiner Werke in Frankreich gegen Ende des 19. Jahrhunderts.
Bis zum Ausbruch des Zweiten Weltkrieges wurden über die Hälfte seiner Werke regelmäßig neu aufgelegt – zu dieser Zeit war Boussenard einer der meistgelesenen Autoren Frankreichs. In den 1950er Jahren wurden noch einige Romane publiziert, dann geriet er für längere Zeit in Vergessenheit, bevor das Zeitalter der Digitalisierung seine Texte wieder einer breiteren Öffentlichkeit zugänglich machte – sei es als digitalisierte Version der alten Fassung oder als E-Book. Auf internationaler Ebene ist besonders Boussenards Popularität in Russland hervorzuheben, wo einige Romane bereits ab 1885 in der Zeitschrift mit dem Titel Um die Welt – Zeitschrift für Reisen und Abenteuer auf dem Festland und dem Meer veröffentlicht wurden oder direkt als Buchausgabe erschienen. Im deutschsprachigen Raum wurde Boussenard zu Lebzeiten offenbar nur im Rahmen wissenschaftlicher Fragestellungen wahrgenommen. Erst 2012 wurde ein Roman ins Deutsche übertragen, und zwar Der Weiße Tiger, der erste Teil aus dem Zyklus Die Robinsons von Französisch-Guayana.

## Boussenard als populärwissenschaftlicher Autor
Das Werk Boussenards ist durchdrungen von naturwissenschaftlichen und medizinischen Erklärungen. Die Vermittlung von Wissen aus verschiedenen Bereichen in Verbindung mit Unterhaltung stellte für die zeitgenössische französische Kritik den Reiz seiner Romane dar. In Boussenards Werken werden die Grenzen zwischen Fiktion und Dokumentation häufig verwischt. Zum Teil hat der Autor auf längeren Reisen Material gesammelt, um es in den Texten zu verarbeiten. Die Verbindung aus Informationen zu Landschaften, Flora und Fauna sind der Grund dafür, dass seine Texte als „geographische Abenteuerromane“ bezeichnet wurden.

## Werkverzeichnis (chronologisch)
- À travers l’Australie, relation de voyage – auch veröffentlicht unter: Les Dix Millions de l’Opossum Rouge (1878)
- Tour du Monde d’un Gamin de Paris – auch in zwei Teilen veröffentlicht unter den Titeln Le Tour du Monde d’un Gamin de Paris und Les Bandits de la Mer (1879)
- Les Robinsons de la Guyane mit den Teilen Le Tigre blanc, Le Secret de l’Or und Les Mystères de la Forêt vierge (1881)
- Aventures d’un Gamin de Paris à travers l’Océanie mit den Teilen Les Cannibales de la Mer de Corail, Le Rajah de Bornéo und Les Pirates des Champs d’or – auch veröffentlicht als Gesamtausgabe unter: Le Sultan de Bornéo (1882)
- Les Voleurs de Diamants mit den Teilen Les voleurs de diamants, Le Trésor des Rois Cafres und Les Drames de l’Afrique australe – auch veröffentlicht als Gesamtausgabe unter dem Titel Aventures Périlleuses de Trois Français au Pays des Diamants; Le Trésor des Rois Cafres (1883)
- De Paris au Brésil par Terre, Aventures d’un Héritier à travers le Monde und 2,000 Lieues à travers l’Amérique du Sud – auch veröffentlicht als Gesamtausgabe unter: Aventures d’un Héritier à travers le Monde (1884)
- Aventures d’un Gamin de Paris au Pays des Lions, Aventures d’un Gamin de Paris au Pays des Tigres, Aventures d’un Gamin de Paris au Pays des Bisons, La Chasse à Tir mise à la portée de tous und Les Chasseurs de Caoutchouc – auch veröffentlicht als Gesamtausgabe unter: Les Mystères de la Guyane (1885/86)
- Les Secrets de M. Synthèse – Der vierte Teil des Romans wurde auch unter dem Titel Dix mille ans dans un Bloc de Glace veröffentlicht. (1888)
- Aventures Extraordinaires d’un Homme Bleu – auch veröffentlicht als Gesamtausgabe unter: Le Maître du Curare; auch in zwei Teilen erschienen mit den Titeln: Le Maître du Curare und Yvon le Mousse (1888)
- Aux Antipodes (1889)
- Le défilé d’enfer (1891)
- Les Français au Pôle Nord (1892)
- Aventures, Périls et Découvertes des Voyageurs à travers le Monde (1894)
  - Aventures, Périls et Découvertes des Grands Explorateurs en Afrique, au Pôle Nord et en Océanie (der vierte Teil über Amerika fehlt.)
  - Les Grands Voyages Modernes en Afrique (Nur der Teil über Afrika.)
- Le Secret de Germaine (1894)
- Orphelin. Les Combattants de la Vie (das Werk ist mitunterzeichnet von Henri Malin.) (1894)
- Sans le Sou (1895)
- Voyages et Aventures de Mademoiselle Friquette – auch unter dem Titel: Vie et Aventures de Mademoiselle Friquette (1896)
- L’Ile en Feu (1897)
- Les Etrangleurs du Bengale. Sans-le-Sou chez les Fakirs (1898)
- L’Enfer de Glace (1899)
- Capitaine Casse-Cou (1900). Ausgabe 1925, Paris Tallandier (Digitalisat)
- Les Aventures de Roule-ta-Bosse (1901)
- Le Zouave de Malakoff (1902)
- Lettres d’un Paysan (1902)
- Marko le Brigand (ou la Terreur en Macédoine) (1903)
- (Juana), la Fiancée Mexicaine (1904)
- Les Brigands d’Orgères – veröffentlicht unter La Bande des Chauffeurs (1905)
- Le Fils du Gamin de Paris (1905)
- L’Archipel des Monstres (1906)
- Monsieur … Rien. Aventures extraordinaires d’un Homme Invisible (1907)
- Les Gratteurs de Ciel – auch veröffentlicht unter Les Aventuriers de l’Air (1907)
- Tom le Dompteur (1908)
- Tambour Battant (1909)
- Bras-de-Fer (1910)
- Capitaine Vif-Argent (1911)
- Friquet, Totor et Cie – veröffentlicht unter Nouvelles Aventures d’un Gamin de Paris (1912)
- Sans-le-Sou chez les Diables Jaunes – auch veröffentlicht unter dem Titel La Rose de Moukden (1913)